# 金依萌
金依萌（1976年4月1日—），生于黑龙江省哈尔滨市，中国女性电影导演、编剧，也出版过漫画集。

## 生平
毕业于中国音乐学院意大利歌剧表演系，2003年获得佛罗里达州立大学电影制作专业硕士学位。
2009年首次导演的时尚浪漫喜剧片《非常完美》在中国票房过亿元，她获得“2009年中国最时髦导演”称号。第二部作品《一夜惊喜》为中国首部性感喜剧片，继续由范冰冰主演，中国于2013年8月9日上映，最终收获1.72亿人民币。
她的作品比较注重服装、美术等视觉艺术效果，比较符合年轻女性的审美爱好，她本人已婚，在生活中喜欢潜水。

## 电影作品
- 2004年《第十七个人》，短片，毕业作品，获得美国电视艺术和科学学院“全美大学生电视艾美奖”，以及2004美国荷岚独立电影节“最佳短电影奖”。
- 2009年《非常完美》
- 2013年《一夜惊喜》
- 2015年《一路惊喜》[2]，担任编剧／监制，並和潘安子、章家瑞、宋迪联合导演

### 监制电影作品
- 2020年《月半爱丽丝》

## 漫画作品
- 2001 《爱情三明智》 北京出版社
- 2001 《生活速效药》 北京出版社
- 2003 《真实的荒诞》 世界知识出版社
- 2009 《非常爱情手册》 长江文艺出版社